# Mighty Morphin Power Rangers (datorspel)
Mighty Morphin Power Rangers släpptes 1994-1995 som TV-spel, baserat på TV-serien med samma namn, till Sega Mega Drive, SNES, Game Boy, Game Gear och Sega CD. Nintendoversionerna utgavs till Bandai, medan Segaversionerna utgavs av Sega själva.

### Fotnoter
1. ↑  ”Mighty Morphin Power Rangers” (på svenska). Club Nintendo (Kungsbacka: Atlantic) (1 1995):  sid. 22. januari 1995. Läst 23 april 2014.